# Perlachturm

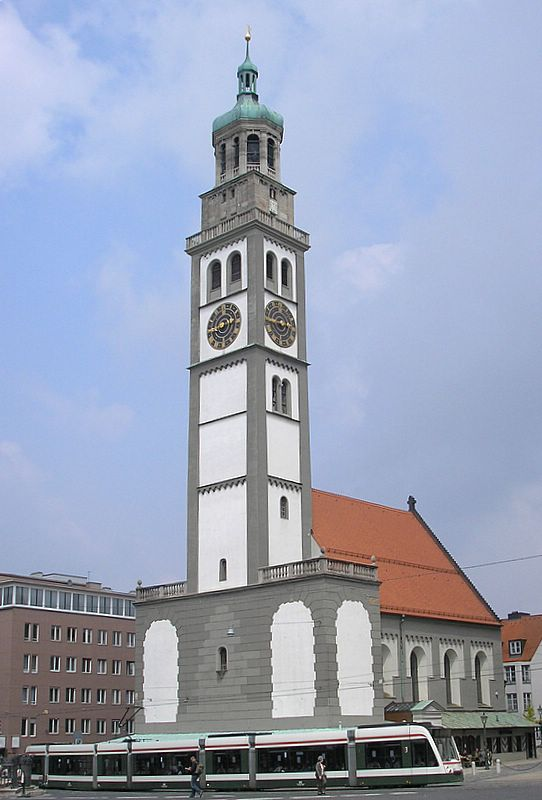
Perlachturm mit Kirche St. Peter

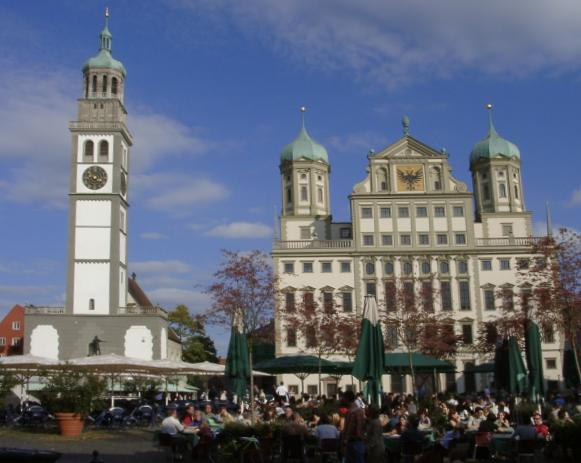
Perlachturm mit Rathaus

Der Perlachturm ist ein 70 Meter hoher Turm in der Altstadt von Augsburg. Im 10. Jahrhundert als Wachturm erbaut, ist er heute im Ensemble mit dem benachbarten Augsburger Rathaus ein Wahrzeichen der alten Reichsstadt und dient heute unter anderem als Aussichtsturm.

## Geschichte

### Ursprünge und mittelalterliche Nutzung
In der damaligen Bischofsstadt Augsburg entstand im Jahr 989 anstelle mehrerer abgebrannter Häuser ein etwa 30 Meter hoher Wachturm zur Ausschau nach Feuer und Eindringlingen. Im Jahr 1348 installierte man eine 76 Zentner schwere Feuerglocke im Turm, mit der man die Bürger vor Gefahren warnen konnte. Nur der Stadtvogt hatte das Recht, die Glocke zu läuten – eine Bestimmung, die noch bis ins Jahr 1805 Gültigkeit hatte.
Über fünfhundert Jahre lang blieb der Perlachturm nahezu unverändert in seinem ursprünglichen Zustand erhalten. Zwischenzeitlich als Glockenturm der benachbarten Kirche Sankt Peter am Perlach genutzt, ging er im 15. Jahrhundert in städtischen Besitz über. Im Erdgeschoss des Perlachturms befinden sich heute noch die südliche und die mittlere Kapelle des Westjoches von St. Peter.

### Ausbau und Renaissance-Gestaltung
Seinen ersten bedeutenden Umbau erlebte der Perlachturm im Jahr 1526, als er auf eine Höhe von 63 Metern aufgestockt wurde. Damit überragte er den Augsburger Dom (62 Meter) um einen Meter. Wenige Jahre später wurde er zudem mit Uhrwerk und Glocke ausgestattet, die der Bevölkerung mit viertelstündlichen Glockenschlägen die Uhrzeit anzeigte.
Zwischen 1612 und 1618 gestaltete der damalige Stadtbaumeister Elias Holl den Perlachturm im Zuge des Neubaus des benachbarten Rathauses im Stil der Renaissance um. Holl ließ den Turm auf seine heutige Höhe von 70 Metern aufstocken, indem er ihm ein Oktogon mit zehn dorischen Säulen sowie eine Kuppel mit Laterne und Zwiebelhaube aufsetzte. Die Laterne bekrönte er mit einer Figur der heidnischen Stadtgöttin Cisa, einer Wetterfahne sowie einer kupfernen Zirbelnuss, dem Augsburger Stadtsymbol. Bei einer Restaurierung des Turmes zu Beginn des 20. Jahrhunderts wurden Figur und Zirbelnuss wieder abgenommen.

### Zerstörung und Wiederaufbau im 20. Jahrhundert
Im Zweiten Weltkrieg wurde der Perlachturm mit Flakgeschützen bestückt. Bei den nächtlichen Bombenangriffen der britischen Royal Air Force am 25./26. Februar 1944 brannte das komplette obere Turmgeschoss ab, jedoch konnte der Turm nach Sanierungsarbeiten bereits im Jahr 1950 wiedereröffnet werden.
Aus Anlass des 2000-jährigen Augsburger Stadtjubiläums wurde der „Perlach“ von 1984 bis 1985 nach historischem Vorbild aus der Zeit Elias Holls restauriert, wofür von Seiten der Stadt und engagierter Bürger insgesamt 1,1 Mio. DM aufgewendet wurden. Hierbei erhielt der Turm auch seine ursprüngliche grau-weiße Farbgestaltung zurück. Die Alt-Augsburg-Gesellschaft stiftete zudem ein Glockenspiel, das seither von der Turmspitze viermal täglich deutsche Volkslieder oder Musikstücke von Wolfgang Amadeus Mozart erklingen lässt (Hörbeispielⓘ).

### Sperrung und Sanierung im 21. Jahrhundert

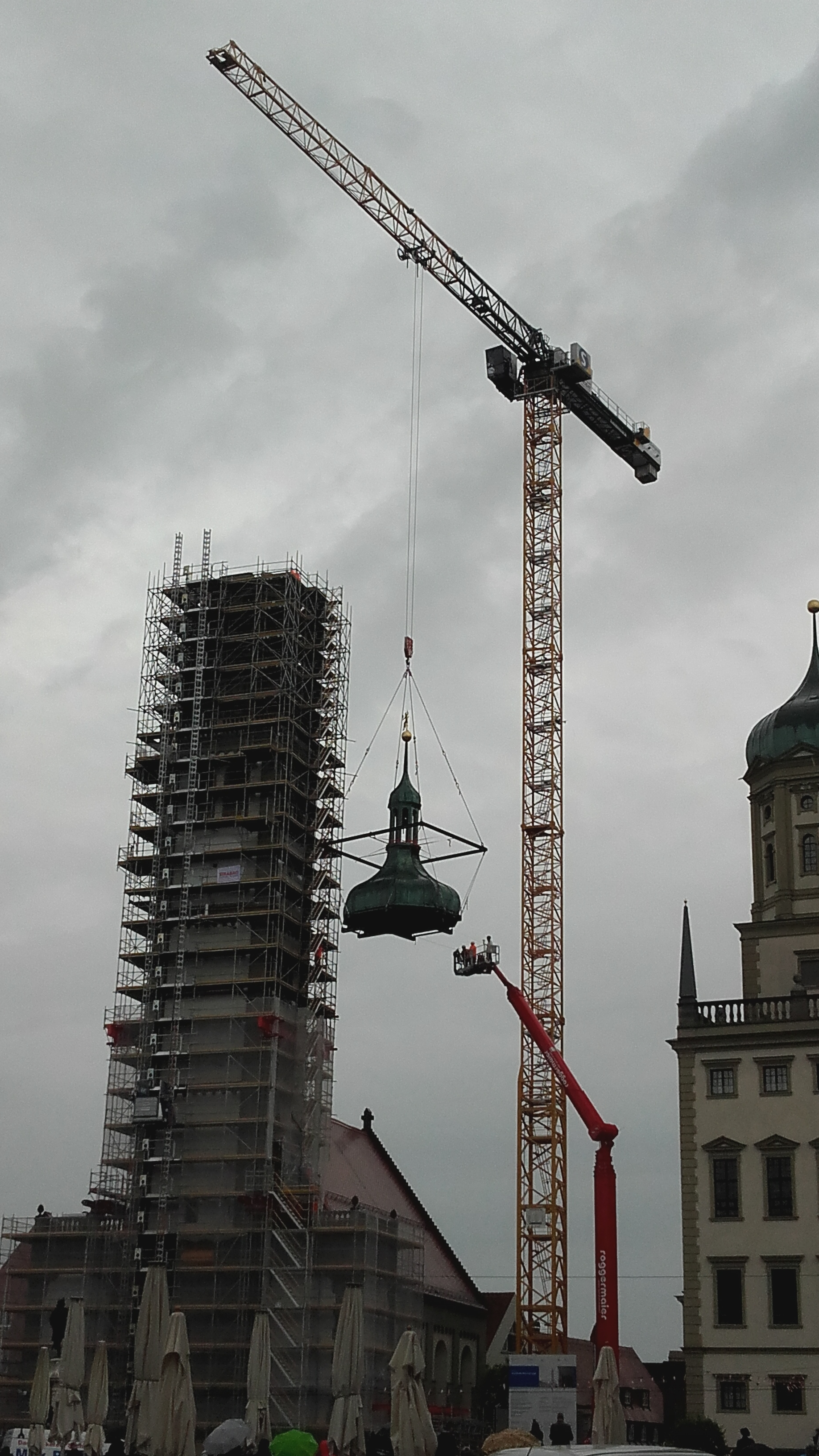
Herunterheben der Turmhaube am Perlachturm im Juli 2025

2017 wurde die schadhafte Treppe im Inneren des Perlachturmes aus Sicherheitsgründen für die Öffentlichkeit gesperrt. Die Stadt untersuchte daraufhin den gesamten Turm und stellte dabei im November 2021 weitere gravierende Schäden in den zwei obersten Geschossen und an der Turmfassade fest. Für die Sanierung ermittelte die Bauverwaltung daraufhin Kosten in Höhe von rund 8 Millionen Euro. Ein Teil der Summe soll durch Fördergelder gedeckt werden. Während der Finanzierungsphase verschlechterte sich der bauliche Zustand weiter. So mussten zunächst im April 2022 Schutznetze an der Turmspitze angebracht werden. Im Dezember 2022 wurde auch der Sockel mit Netzen versehen, um Passanten vor herabfallenden Fassadenteilen zu schützen.
Nach ersten Vorbereitungsmaßnahmen in der zweiten Jahreshälfte 2024 begann im Frühjahr 2025 die umfassende Sanierung des Perlachturms. Die mittlerweile auf etwa neun Millionen Euro geschätzte Maßnahme wird mit rund fünf Millionen Euro aus Bundesmitteln und der Städtebauförderung finanziert. Knapp vier Millionen Euro steuert die Stadt Augsburg bei. Sie rechnet damit, dass die Bauarbeiten im September 2027 abgeschlossen sein werden.
Ein zentrales Element der Sanierung ist der Austausch der bisherigen Betontreppe durch eine neue Stahltreppe mit flacheren Stufen und Zwischenpodesten. Dies soll den Aufstieg erleichtern und bereits beim Hinaufgehen Ausblicke über die Stadt ermöglichen. Die Aussichtsplattform wird so umgestaltet, dass ein freier Rundumblick über Augsburg möglich ist.
Auch die Figur des Turamichele, der Erzengel Michael, soll künftig einen festen Platz im Turm erhalten und ganzjährig zugänglich sein. Zudem ist geplant, die Geschichte des Turms im Untergeschoss anschaulich zu präsentieren.
Das Abheben der Zwiebelhaube mitsamt der Wetterfahne – bestehend aus Abschlusskugel und der goldenen Stadtgöttin Cisa – stellte eine technische Herausforderung dar und wurde am 24. Juli 2025 erfolgreich durchgeführt. Sie wird während der Bauzeit vor dem Rathaus ausgestellt.

## Der Name „Perlachturm“

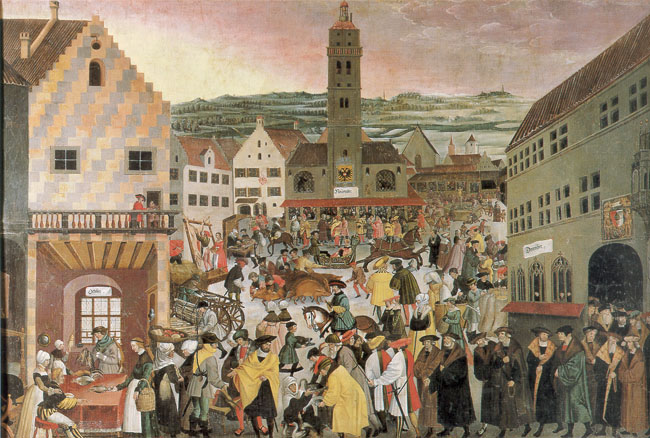
Perlachplatz um 1550

Darüber, woher der Perlachturm seinen Namen hat, kursieren in Augsburg verschiedene Aussagen. Nach der gängigsten Variante fanden im Mittelalter auf dem Platz vor dem damaligen Wachturm regelmäßige Vorführungen wilder Bären (althochdeutsch per) statt; hinter lach soll sich ein Fest oder eine Vorführung verbergen. Das Bild aus dem Jahreszeitenkalender (rechts) zeigt den Perlachturm mit den damals noch nicht vermauerten Arkaden im Sockelbereich, in denen hinter Gittern offenbar diese Tanzbären gehalten wurden. Im Turm befindet sich ein Hinweisschild, dass sein Name vom lateinischen Wort perlego („durchlesen“) stammt. Demnach wurde der Platz vor dem Perlachturm als Ort für die Verkündung öffentlicher/städtischer Verlautbarungen genutzt.

## Turamichele

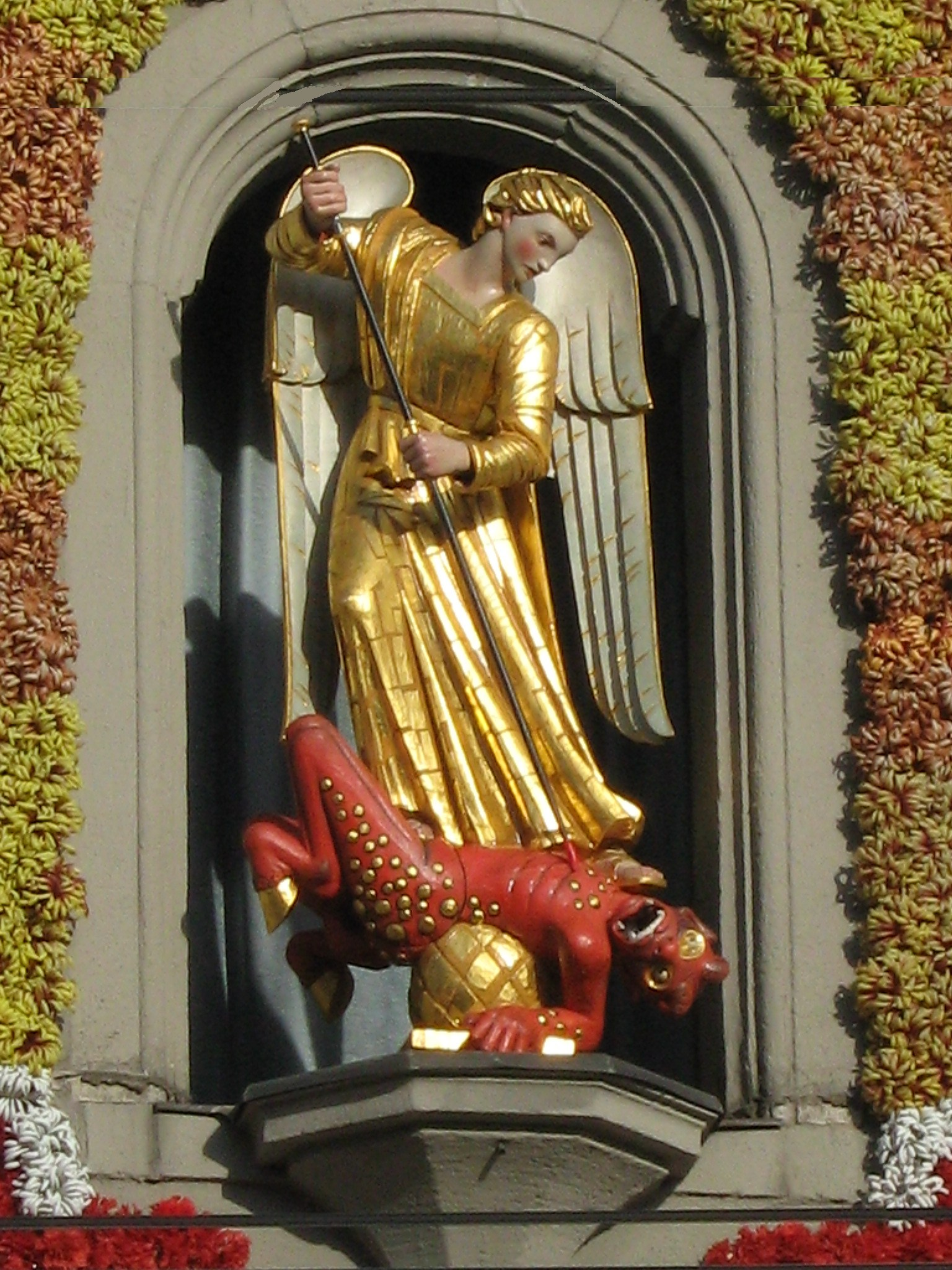
Turamichele vom Perlachturm

In den Tagen um den 29. September, dem Michaelistag, erscheint am untersten Fenster des Perlachturms das Turamichele (Turm-Michel), ein mechanisches Figurenspiel um den Erzengel Michael. Vor allem Kinder versammeln sich an diesem Tag auf dem Rathausplatz und zählen lauthals mit, wenn der mechanische Engel zu jeder vollen Stunde zum Takt der Glockenschläge auf den zu seinen Füßen liegenden Teufel einsticht. Am Wochenende, das dem 29. September am nächsten ist, findet dazu ein großes Kinderfest auf dem Rathausplatz statt.

## Besichtigung
Zur Aussichtsplattform des Perlachturms führen 258 Stufen. Man hat von dort Ausblick über das gesamte Augsburger Stadtgebiet. Bei Föhn im Voralpenland wird auf dem Turm die gelbe Fahne geweht, dann bietet sich vom Perlachturm eine Sicht bis auf die Alpen.
Wegen Sanierungsarbeiten ist der Perlachturm seit 2017 bis auf Weiteres für die Öffentlichkeit geschlossen. Geöffnet war der Perlachturm:
- von Ostern bis Anfang November täglich von 10 bis 18 Uhr und zusätzlich
- während des Augsburger Christkindlesmarktes jeweils Freitag bis Sonntag von 14 bis 18 Uhr.

## Sonstiges
- Der bis 2016 jährlich stattfindende Perlachturmlauf gehört zu den bekanntesten Turmläufen in Deutschland. Im Zwei-Minuten-Takt starten die Wettkämpfer ihren Lauf auf die Aussichtsplattform. Der Streckenrekord liegt seit 2005 bei 47,28 Sekunden, gelaufen von Roland Wegner. Bei den Frauen ist Kerstin Harbich seit 2001 mit 1:04,05 Min die Schnellste.
- Im Erdgeschoss des Turmes befindet sich ein Souvenirshop; auch an der Kasse unterhalb der Aussichtsplattform werden Souvenirs verkauft.
- Der Augsburg-Krimi Der Perlachmord (1999) von Peter Garski spielt im Perlachturm.
- Am 1. Dezember 1865 versuchte der in Augsburg stationierte Artillerist Jac. Zech den Perlachturm von außen zu besteigen, was durch die Polizei zunächst verhindert wurde.[8] Nichtsdestotrotz gelang es Zech tags darauf, an der Nordseite der obersten Kuppel einen Kranz anzuhängen. Nach dieser illegalen Aktion (wohl verursacht durch eine Wette um 800 Gulden) wurde er verhaftet, kurze Zeit darauf jedoch wieder freigelassen.[9]